# مغامرات سكوبي دو
مغامرات سكوبي دو (What's New, Scooby-Doo? واتس نيو، سكوبي دو؟) هو مسلسل رسوم متحركة امريكي كوميدي وغموض، والمسلسل التاسع من مسلسلات الرسوم المتحركة من بطولة الشخصية الكرتونية الشهيرة سكوبي دو.
تم إنتاج السلسلة من قبل شركة وارنر براذرز أنيميشن لي قناة كيدز دابليو بي وتتكون من 03 مواسم و42 حلقة تم عرضه لأول مرة في 14 سبتمبر 2002 وانتهى في 21 يوليو 2006.
في العالم العربي تم عرض المسلسل لأول مرة على قناة سبيس تون بدبلجة مركز الزهرة في سبتمبر 2005 مع الاجزاء القديمة.
ولاحقا تمت إعادة دبلجة المسلسل من قبل أستديوهات إيمدج برودكشن هاوس وتم عرضه على قناة إم بي سي ثري عام 2010 ثم على قناة كرتون نتورك بالعربية في شهر مارس عام 2013
.

## الشخصيات الرئيسية
- سكوبي دو
  - مؤدي الصوت: فرانك ويلكر
  - المدبلج السوري: عادل أبو حسون
  - المدبلج اللبناني: شربل أيوب

هو كلب هجين يحب تناول الطعام بكثرة وهو اعز صديق لشاغى ويخاف من الاماكن المظلمة والمخيفة ويلعب مع شاغى دور الطعم في معظم الحلقات ومن الغريب انه يتكلم
- شاغي روجرز
  - مؤدي الصوت: كيسي كاسيم
  - المدبلج السوري: رأفت بازو
  - المدبلج اللبناني: حسان حمدان

هو اعز صديق لسكوبى يتشابهان في العديد الصفات يحب الاكل ويخاف يحب المرح ويكره فعل الاشياء المتعبة ومن الغريب انه يظل نحيفا من الرغم من تناوله الطعام بشراهة كبيرة اظن ان سبب ذلك الجرى المستمر للهروب من الوحش الذي يطارده هو وصديقه سكوبى
- دافني بليك
  - مؤدية الصوت: غراي ديلايل
  - المدبلجة السورية: أمل عمران
  - المدبلجة اللبنانية: شادن أبو دهن

هي تمتلك مهاره في التنكر حتى لو كانت تمتلك معدات قليلة وجعل المكان مريحا كالفنادق في بعض حلقات وتفعل دائما ما في وسعها لحل المشكلات مع رفاقها
- فريد جونز
  - مؤدي الصوت: فرانك ويلكر
  - المدبلج السوري: زياد الرفاعي
  - المدبلج اللبناني: رودي قليعاني

يحب صنع الفخوخ بشدة وهو عضو رئيسى في نادى الفخوخ يتولى قيادة الشاحنة ويحب حل الالغاز بشدة يحب المغامرة
- فيلما دينكلي
  - مؤدية الصوت: ميندي كون
  - المدبلجة السورية: آمنة عمر
  - المدبلجة اللبنانية: رانيا مروة

هي العبقرية في الفريق وغالبا ما تخمن الشخص الذي يوجد تحت القناع في النهاية وهي مفكرة ومبدعة
في الحقيقة هي تخاف الظهور على طبيعتها

## الأصوات العربية

### نسخةمركز الزهرة
الممثلون:
- عادل أبو حسون - سكوبي
- رأفت بازو - شاغي
- آمنة عمر - فيلما
- زياد الرفاعي - فريد
- أمل عمران - دافني
- مأمون الفرخ
- منصور السلطي
- نضال حمادي
- محمد خير أبو حسون
- هزار الحرك
- لويز عبد الكريم
- سامر رضوان
- همسة الحايك
و
- مروان فرحات
- أنجي اليوسف
- أيمن السالك

### نسخةإيمدج برودكشن هاوس
الأصوات:
- شربل أيوب - سكوبي
- حسان حمدان - شاغي
- رانيا مروة - فيلما
- رودي قليعاني - فريد
- شادن أبو دهن - دافني
- ريتشارد ياني
- جيهان الملا
- رنا الرفاعي
- رالين داغر - دافني (الموسم الثالث)
- زينة ضاهر
- جمانة الزنجي
- فادي الرفاعي
- جورج أبو سلبي

## وصلات خارجية
- ما الجديد يا سكوبي دو؟ على موقع IMDb (الإنجليزية)
- ما الجديد يا سكوبي دو؟ على موقع ميتاكريتيك (الإنجليزية)
- ما الجديد يا سكوبي دو؟ على موقع روتن توميتوز (الإنجليزية)
- ما الجديد يا سكوبي دو؟ على موقع كينوبويسك (الروسية)
- ما الجديد يا سكوبي دو؟ على موقع ألو سيني (الفرنسية)
- ما الجديد يا سكوبي دو؟ على موقع قاعدة بيانات الفيلم (الإنجليزية)
- صفحة IMDb